# ديب علي حسن
ديب علي حسن من مواليد اللاذقية، سوريا عام 1962. حاصل على اجازة لغة عربية من جامعة تشرين عام 1985، ودبلوم تأهيل تربوي من جامعة دمشق عام 1986، ودبلوم دراسات عليا قسم تربية من جامعة دمشق عام 1988. عمل محرراً في مؤسسة الأرض للدراسات الفلسطينية لمدة 15 عاما، كما عمل صحفياً في جريدة الثورة وهو أمين تحرير الشؤون الثقافية، وله أكثر من 15 كتابا بين الدراسات الادبية والسياسية.

## كتب
ديب على حسن له العديد من المؤلفات والكتب منها:
- ديوان دمشق: من أجمل ماقيل في دمشق الشام، دار صفحات للنشر والتوزيع.
- المرأة اليهودية بين فضائح التوراة وقبضة الحاخامات، دار صفحات للنشر والتوزيع.
- الولايات المتحدة الأمريكية من الخيمة إلى الإمبراطورية، الأوائل للنشر والتوزيع.
- ثنائية الثقافة والإعلام من الرسالة إلى الإستلاب، وزارة الثقافة السورية.[3]
- المرأة الصهيونية: تاريخ أسود وكرامة مفقودة، دار الجيل للطبع والنشر والتوزيع.[4]
- النكتة العربية بين الماضي والحاضر، دار المنارة للنشر.[5]
- عبادة الشيطان، دار المنارة للنشر.[6]
- موسوعة جرائم اليهود، التكوين للطباعة والنشر والتوزيع.[7]
- أدعياء النبوة، دار الحكمة للطباعة والنشر.[8]
- محمود درويش رحلة الشعر والحياة، دار الحكمة للطباعة والنشر.[9]
- عشيقات في حياة الأدباء، مكتبة الشرق الجديد.[10]
- بيل كلينتون وهيلاري لمن القرار؟! دار الحكمة للطباعة والنشر.[11]
- نجيب محفوظ بين الإلحاد والإيمان، دار المنارة للنشر.[12]
- أعلام من المذهب الجعفري (العلوي)، دار الساحل للتراث.[13]
- المرأة في حياة وشعر الجواهري، دار صفحات للدراسات والنشر.[14]
- عشيقات الرؤساء والملوك، دار الأوائل للنشر والتوزيع.[15]
- أدباء منتحرون، دار المنارة للنشر.[16]
- نزار قباني رحلة الشعر والحياة، دار الحكمة للطباعة والنشر.[17]
- ديوان دمشق (من أجمل ما قيل في دمشق الشام)، دار صفحات للدراسات والنشر.[18]
- Questions & Reponses, L'UNIVERS DES CONNAISSANCES، دار التكوين للطباعة والنشر.[19]

## مقالات
كتب أيضاً العديد من المقالات منها:
- هل تتذكر باريس؟[20]
- إرهاب مائي[21]
- تجذر العدوان[22]
- بازار ترامب من جديد… ادفعوا لأننا نحميكم[23]
- الجولان قلب سورية.. وحقائق التاريخ لا يغيرها قرار محتل[24]

## محاضرات
ألقى الكاتب ديب على حسن العديد من المحاضرات منها «الإعلام بوصفه منجزا ثقافيا» 

## إذاعة
واحدة من حلقاته الإذاعية مع إذاعة دمشق سورية هي بعنوان فكر وصوت.